# 天山酸模
天山酸模（学名：Rumex thianschanicus），为蓼科酸模属下的一个植物种。